# Tony Blair
Anthony Charles Lynton "Tony" Blair, född 6 maj 1953 i Edinburgh i Skottland, är en brittisk advokat och politiker (Labour) som var Storbritanniens premiärminister 1997–2007. Blair blev ledare för det brittiska Labourpartiet i juli 1994 efter företrädaren, John Smiths, plötsliga bortgång. Under Blairs ledning vann partiet en jordskredsseger i parlamentsvalet i Storbritannien 1997, och gjorde därmed slut på arton år av konservativt styre. Blair är den premiärminister från Labour som har suttit längst, den ende person som har lett partiet till tre på varandra följande valsegrar och den ende Labourpolitiker som har suttit flera hela perioder i rad som premiärminister.
Tillsammans med Gordon Brown och Peter Mandelson har Blair både ärats och kritiserats för att ha förflyttat Labourpartiet till den politiska mitten i brittisk politik. Han har använt termen "Nya Labour" ("New Labour") för att urskilja sin marknadsvänliga politik från den mer kollektivistiska politik som partiet hade företrätt tidigare. I sina offentliga uttalanden har Blair försökt känneteckna sin politiska filosofi som "modern socialdemokrati" och "den tredje vägen".
Inom inrikespolitiken har Blair ökat de offentliga utgifterna för vård och utbildning kraftigt, och genomfört kontroversiella strukturreformer på dessa områden. Under Blairs tid vid makten har också minimilön införts, samt konstitutionella reformer såsom självstyre för Skottland och Wales, och framsteg har skett i fredsprocessen i Nordirland.
Efter attentaten den 11 september 2001 dominerades Blairs politiska agenda av utrikespolitik. Blair stödde starkt ett antal delar av USA:s utrikespolitik, särskilt genom att delta i invasionerna i Afghanistan 2001 och Irak 2003. Han mötte kraftig kritik för detta. De faktauppgifter om Iraks eventuella innehav av massförstörelsevapen som han åberopade och som senare visade sig falska fick många att uppfatta honom som oärlig. Kritiken uppstod även för hans inblandning i bombningar av Jugoslavien 1999 då han stödde den Kosovoalbanska UÇK-gerillan.
Den 10 maj 2007 tillkännagav han i sin valkrets Sedgefield att han skulle avgå som partiledare, och att hans sista dag som premiärminister skulle bli 27 juni 2007.

## Bakgrund och familjeliv
Tony Blair föddes vid Queen Mary Maternity Home i Edinburgh i Skottland, som andre son till Leo och Hazel Blair (född Corscadden). Leo Blair var utomäktenskaplig son till två engelska skådespelare, Charles Parsons och Mary Augusta Ridgway Bridson, medan Hazel Corscaddens släkt var protestanter från County Donegal på Irland. Han har en äldre bror, William Blair, som är barrister och Queen's Counsel (QC), och en yngre syster, Sarah. Blair tillbringade de första 19 månaderna av sitt liv i familjens hem i Paisley Terrace i Willowbrae-området i Edinburgh. Under denna period arbetade hans far som biträdande skatteinspektör medan han också läste till en juristexamen (LL.M.) vid Edinburghs universitet. Hans familj tillbringade tre och ett halvt år på 1950-talet i Adelaide i Australien, där hans far var lektor i juridik vid universitetet. Familjen Blair bodde ganska nära universitetet, i förorten Dulwich.
Familjen återvände till Storbritannien i slutet av 1950-talet, och levde en tid med Hazel Blairs föräldrar i deras hem i Stepps, nära Glasgow. Blair tillbringade resten av sin barndom i Durham i England. Hans far var då lektor vid Durhams universitet. Efter att ha gått i skolan Chorister School i Durham läste Blair vid internatskolan Fettes College, en känd friskola i Edinburgh, där han träffade Charlie Falconer, som han senare utnämnde till lordkansler.

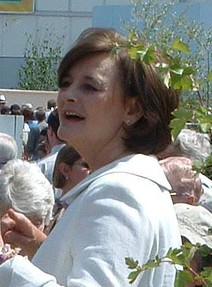
Tony Blairs fru, Cherie Blair QC

Efter att han gått på Fettes tillbringade Blair ett år i London, där han försökte bli rockmusikpromotor, innan han började studera juridik vid St John's College på Oxfords universitet. När han var student spelade han gitarr och sjöng i ett rockband som hette Ugly Rumours. Efter att han tagit examen vid Oxford blev Blair medlem av Lincoln's Inn, tog plats som advokatlärling och mötte sin blivande fru, Cherie Booth (dotter till skådespelaren Tony Booth) vid det advokatkontor som grundats av Derry Irvine (som skulle bli Blairs förste lordkansler). Hans biograf Rentoul hävdar att enligt Blairs vänner bland advokaterna brydde han sig mindre om vilket parti han tillhörde än sin målsättning att bli premiärminister.
Blair gifte sig med Booth, en utövande katolik och blivande Queen's Counsel 29 mars 1980. De har fyra barn, Euan, Nicky, Kathryn och Leo.
Fastän makarna Blair har sagt att de önskar skydda sina barn från medierna, har Euans och Nickys skolgång blivit en politiskt kontroversiell fråga. Båda gick i den katolska London Oratory School, som hade blivit kritiserad av vänsterinriktade personer för vad som uppfattades som elitism i dess urvalsprocedurer. Makarna Blair valde denna skola hellre än en katolsk skola i det labourstyrda Islington, där de bodde då. Tony Blair påpekade dock att han var den förste premiärministern under efterkrigstiden som hade skickat sina barn till statligt finansierade skolor, istället för oberoende skolor. Det väckte ytterligare kritik från vänster när det avslöjades att Euan mottog privatundervisning från de anställda på den avgiftsbelagda skolan Westminster School.
Blair bodde på Richmond Avenue i Islington, London under åren före tillträdet som premiärminister.

## Tidig politisk karriär
Blair gick med i Labourpartiet kort efter att han tog examen i Oxford 1975. Under början av 1980-talet var han aktiv i partiet i Hackney i nordöstra London, där han lierade sig med den "mjuka vänstern" ("soft left") i partiet. Han försökte utan framgång bli nominerad som kandidat till kommunfullmäktige (Hackney Borough Council). Genom sin svärfar, skådespelaren Tony Booth, kontaktade han parlamentsledamoten för Labour Tom Pendry för att be om hjälp med en parlamentskarriär. Pendry visade honom runt i underhuset och gav honom rådet att ställa upp för nominering till kandidat i det kommande fyllnadsvalet i den säkra konservativa valkretsen Beaconsfield, där Pendry kände en ledande medlem av partiets lokalavdelning. Blair utsågs till kandidat. Han fick endast 10 % av rösterna, men han imponerade på Labours partiledare Michael Foot och fick en profil inom partiet. Blair beskrev sig själv som socialist under denna period. Ett brev som han skrev till Foot i juli 1982, och som kom att publiceras i juni 2006, ger en indikation om att hans politiska åsikter vid denna tid låg nära Foot, dvs till vänster inom partiet.
1983 upptäckte Blair att den nyligen bildade valkretsen Sedgefield, i närheten av det område där han hade vuxit upp i Durham, inte hade någon Labourkandidat. Flera sittande parlamentsledamöter som blivit utträngda av ändringar i valkretsindelningen var intresserade av att bli nominerade för att kandidera i valkretsen. Blair fann en lokalavdelning som inte hade gjort någon nominering och ordnade ett besök hos dem. Med avgörande stöd från John Burton fick han deras stöd och blev inskriven på nomineringslistan i sista stund och vann nomineringen på bekostnad av den sittande parlamentsledamoten Les Huckfield. Burton blev senare Blairs agent och en av hans mest betrodda och långvariga allierade.
Blairs vallitteratur i valet 1983 ställde sig bakom den tydligt vänsterinriktade politik som Labourpartiet förespråkade i början av 1980-talet. Han förespråkade att Storbritannien skulle lämna EG, trots att han tidigare sagt till sin partiavdelning att han personligen var för fortsatt medlemskap. Han stödde också ensidig kärnvapennedrustning, och var vid den tiden medlem av Campaign for Nuclear Disarmament. Sedgefield var en säker valkrets för Labour och Blair valdes trots att valet i landet som helhet var en stor tillbakagång för partiet.
Blair sade i sitt jungfrutal i underhuset 6 juli 1983: "Jag är socialist inte därför att jag har läst en lärobok som har fångat mitt intellektuella tycke, inte heller av tanklös tradition, utan därför att jag tror att socialismen, när den är som bäst, närmast motsvarar en existens som är både rationell och moralisk. Den står för samarbete, inte konfrontation, för gemenskap, inte fruktan. Den står för jämlikhet." Labourpartiet beskriver sig i sin stadga som ett demokratiskt socialistiskt parti, i stället för att kalla sig för ett socialdemokratiskt parti – Blair organiserade själv denna deklaration om att förtydliga att Labour är ett socialistiskt parti när han hanterade förändringen av partiprogrammets fjärde klausul.

## I opposition
När han väl blivit vald steg Blair hastigt uppåt, och fick sin första utnämning till skuggregeringen 1984 som assisterande finanstalesman. Han begärde en undersökning av Bank of Englands beslut att rädda den kollapsade Johnson Matthey Bank i oktober 1985, och generade regeringen genom att hitta en rapport från EG som var kritisk mot Storbritanniens ekonomiska politik och som hade undertecknats av en medlem av den konservativa regeringen. Vid denna tid hade Blair anslutit sig till de reformvänliga delarna av partiet, under ledning av partiledaren Neil Kinnock, och befordrades efter valet 1987 till gruppen för handels- och industrifrågor i skuggregeringen som talesman i frågor om finansdistriktet City of London. 1987 kandiderade han till skuggkabinettet och fick 77 röster.
Efter börskraschen i oktober 1987 höjde Blair sin profil ytterligare när han kritiserade traders som "inkompetenta" och "moraliskt tvivelaktiga". Han protesterade också mot den undermåliga servicen för småinvesterare på Londonbörsen. 1988 blev Blair medlem av skuggkabinettet som skuggenergiminister, och följande år blev han skuggarbetsmarknadsminister. På denna post insåg han att Labourpartiets stöd för den framväxande europeiska "sociala stadgan" i fråga om arbetsrätt innebar att partiet måste överge sitt traditionella stöd för modellen där arbetsgivare och fack på en arbetsplats kunde komma överens om att alla anställda måste vara fackanslutna, så kallad closed shop. Han tillkännagav denna ändring i december 1989, till vänsterflygelns ilska. Som ung och tv-mässig medlem av skuggkabinettet gavs Blair en framträdande roll av partiets Director of Communications, Peter Mandelson. Hans första större tal, vid partikongressen 1990, blev dock generande, då han talade för fort och tappade bort sig i sina anteckningar.
Under perioden före valet 1992 arbetade Blair på att modernisera Labours image. Han hade ansvaret för att utveckla det kontroversiella förslaget om minimilön.
När Neil Kinnock avgick som partiledare efter Labours fjärde valförlust i rad blev Blair skugginrikesminister under den nye partiledaren John Smith. Labourpartiet ansågs vid denna tid allmänt som svagt i kriminalpolitiken och Blair arbetade för att förändra detta: han accepterade att antalet fångar kunde behöva öka, och beklagade sig över förlusten av en "gemenskapskänsla" (sense of community), som han var beredd att åtminstone delvis skylla på "1960-talsliberalism". Å andra sidan talade han för att sänka minimiåldern för homosexuella samlag till 16 år, som för heterosexuella samlag, och motsatte sig dödsstraff. Han definierade sin politik, med ett uttryck som formulerats av Gordon Brown, som "Tough on crime, tough on the causes of crime".
John Smith dog plötsligt 1994 av en hjärtattack. Blair besegrade John Prescott och Margaret Beckett i det följande partiledarvalet.

### Blair och Gordon Brown
Efter partiledaren John Smiths död 1994 sågs både Blair och Gordon Brown som möjliga kandidater till partiledarposten. De hade kommit överens om att inte kandidera mot varandra, och Brown hade tidigare ansetts som överordnade av de två. Brown uppfattade detta som att Blair borde lämna plats åt honom, men det visade sig snart att Blair hade starkare stöd bland folket. På restaurangen Granita i Islington den 31 maj kom Brown överens med Blair om att inte kandidera i partiledarvalet. Han förstod det som att Blair gick med på att i gengäld avgå som partiledare efter en bestämd tid, men Blair har alltid förnekat att han gjorde någon sådan överenskommelse.
Det har också hävdats att Blair, medan han var premiärminister, gav fler indikationer (och till och med löften) till Brown om att avgå till förmån för Brown vid specificerade tidpunkter. Oavsett om dessa uppgifter är riktiga gjorde Blairs långvariga vägran att avgå förhållandet mellan honom och Brown förbittrat. Tidvis uppges vice premiärminister John Prescott ha agerat som deras "äktenskapsrådgivare". En annan aspekt av det politiska förhållandet mellan Blair och Brown är den exceptionella frihet som Blair från början av sin ämbetstid gav finansministern på den ekonomiska politikens område.

### Ledare för Labourpartiet
Blair tillkännagav vid slutet av sitt tal vid partikongressen 1994 att han ämnade ersätta partiprogrammets fjärde paragraf med ett nytt uttalande om partiets mål och värderingar. Fjärde paragrafen innehöll partiets uttalade uppslutning bakom "gemensamt ägande av produktionsmedlen", vilket allmänt tolkades som att syfta på fullskalig nationalisering. Paragrafen ersattes med ett uttalande om att partiet företräder demokratisk socialism. En specialkongress antog denna symboliskt viktiga ändring i april 1995.
Blair reviderade också partiets politik på ett sätt som stärkte bilden av Labour som kompetent och modernt; han använde termen "Nya Labour" ("New Labour") för att skilja partiet från dess förflutna.
Fastän omdaningen väckte mycket kritik kunde den ändå framgångsrikt förändra bilden av partiet bland allmänheten. Vid partikongressen 1996 sade Blair att hans tre främsta prioriteringar när han kommit till makten skulle vara "utbildning, utbildning och utbildning".

### Valseger 1997
Hjälpta av John Majors konservativa regerings impopularitet (bland annat på grund av den djupa splittringen inom partiet i EU-frågan), vann "Nya Labour" en jordskredsseger i valet 1997 och Tony Blair blev den yngste personen på premiärministerposten sedan lord Liverpool 1812.

## Mandatperiod som premiärminister

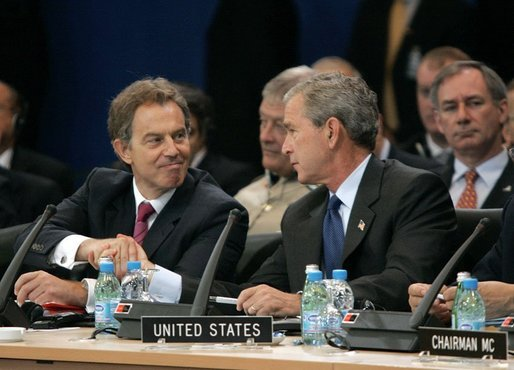
Tony Blair och George W. Bush.

Blair blev premiärminister första gången den 2 maj 1997. Blair är den premiärminister från Labour som har suttit längst, den ende person som har lett partiet till tre på varandra följande valsegrar och den ende Labourpolitiker som har suttit flera hela perioder i rad som premiärminister. Han har både ärats och kritiserats för att ha förflyttat Labourpartiet till den politiska mitten i brittisk politik. Han har använt termen "Nya Labour" ("New Labour") för att urskilja sin marknadsvänliga politik från den mer kollektivistiska politik som partiet hade företrätt tidigare.
Inom inrikespolitiken har Blair ökat de offentliga utgifterna för vård och utbildning kraftigt, och genomfört kontroversiella strukturreformer på dessa områden. Under Blairs tid vid makten har också minimilön införts, samt konstitutionella reformer såsom självstyre för Skottland och Wales, och framsteg har skett i fredsprocessen i Nordirland.
En av de första kriser Blair fick hantera, i augusti 1997, var Prinsessan Dianas död. Då kungahuset vägrade hålla en statsbegravning trots att folket ville det fick Blair drottningen Elizabeth II att förstå vikten av detta och att hennes ovilja gjorde kungahuset impopulärt. Den kaotiska veckan mellan Dianas död och hennes begravning har blivit föremål för spelfilm (The Queen). Blairs uttalande om att Diana var "folkets prinsessa" väckte stor genklang.
Blair återvaldes 2001 och 2005, i sig en bedrift eftersom ingen annan socialdemokratisk premiärminister tidigare lyckats med det i Storbritannien.

### Kriget mot terrorn och invasionen av Irak
Sedan kriget mot terrorn inleddes 2001 kom en betydande del av Blairs politiska agenda att domineras av utrikespolitik. Blair har givit starkt stöd till ett antal delar av USA:s utrikespolitik, särskilt genom att entusiastiskt stödja invasionen av Afghanistan 2001 och Irakinvasionen 2003. Han har mött kraftig kritik som en följd av detta, och särskilt de omständigheter under vilka han förde Storbritannien i krig i Irak har fått många motståndare mot kriget att uppfatta honom som oärlig.
Orsaken till kriget mot Irak var Saddam Husseins påstådda innehav av massförstörelsevapen. Kriget minskade Blairs popularitet bland det brittiska folket, och gav honom det mindre smickrande epitetet Tony BLiar (några massförstörelsevapen hittades nämligen aldrig). 2004 försökte den walesiske parlamentsledamoten Adam Price (Plaid Cymru) att ställa Tony Blair inför riksrätt för att ha ljugit om orsaken till Irakkriget. Samma år väckte även universitetsreformer och förbudet mot den klassiska rävjakten protester.
Den sjuåriga offentliga utredningen av invasionen, den så kallade Chilcot-rapporten, publicerad 2016, slog fast att Blairs argumentation för en invasion av Irak var baserad på övertygelse snarare än på de fakta som Storbritanniens underrättelsetjänster försåg honom med, och därmed överdrev Blair farligheten hos Saddam Husseins regim. Utredningen konstaterade också att invasionen inte var den "sista utväg" som Blair presenterade den som, utan att handlingsalternativ fanns.

### Valseger och bakslag i parlamentet 2005
I parlamentsvalet i maj 2005 kunde Tony Blair, inte minst tack vare den brittiska ekonomins styrka, behålla den politiska makten, om än med en kraftigt beskuren parlamentarisk majoritet, och ombildade därefter regeringen. Bland annat fick den, i samband med den så kallade Kelly-affären, tidigare starkt kritiserade försvarsministern Geoff Hoon lämna regeringen för posten som "inpiskare" i underhuset. Inför valet 2005 hade Blair tillkännagivit att det skulle bli hans sista valrörelse.
Den 7 juli 2005 drabbades London av de värsta terrordåden sedan blitzen, utförda av islamistiska självmordsbombare med anknytning till al-Qaida, varefter Blairs ställning i opinionen kom att stärkas. Detta hindrade dock inte att hans minskade auktoritet som premiärminister uppenbarades redan samma höst, då hans förslag till nya antiterrorlagar röstades ner av parlamentet den 9 november 2005 – hans första politiska nederlag sedan tillträdet som premiärminister 1997.

### Dalande opinionsstöd
I maj 2006 rapporterade The Daily Telegraph att Blairs personliga stöd i opinionen hade sjunkit till 26 procent, vilket innebar att han hade blivit den mest impopuläre Labourpremiärministern efter andra världskriget. Av alla brittiska premiärministrar har endast Margaret Thatcher och John Major fått lägre popularitetssiffror. Blair hade tidigare haft det högsta stödet i opinionen av alla brittiska premiärministrar, under månaderna efter att han tillträtt 1997. Samma månad ombildades den brittiska regeringen, då bland annat utrikesminister Jack Straw fick träda tillbaka till förmån för Margaret Beckett och den tidigare försvarsministern Hoon, nu med ansvar för Europafrågorna.
I december 2006 förhördes Blair kort, som den första brittiska premiärministern någonsin att ha blivit förhörd av polis under sin tid vid makten. Förhöret gällde Blairs nominering av personer som hade lånat ut pengar till Labourpartiet till pärsvärdighet.
I slutet av sin ämbetsperiod lyckades Blair tillsammans med Irlands regering och nordirländska politiker skapa en regering i Nordirland där protestanter och katoliker styrde tillsammans efter valet som hölls våren 2007.

### Utrikespolitik

#### Förhållande till USA

Tony Blair och George W. Bush skakar hand efter sin presskonferens i Vita huset 12 november 2004.

Blair hade en nära relation med Bill Clinton under dennes presidentperiod, och har senare bildat en stark politisk allians med George W. Bush, framför allt på utrikespolitikens område. Vid ett tillfälle beskrevs Blair av Nelson Mandela som "USA:s utrikesminister". Blair har också ofta kallats "Bushs knähund."
Bush har å sin sida hyllat Blair och Storbritannien. I sitt tal efter 11 september-attackerna sade han exempelvis att "USA har ingen sannare vän än Storbritannien". Alliansen mellan Bush och Blair har skadat Blairs anseende allvarligt i många britters ögon.

#### Mellanösternpolitik och förbindelser med Israel
2006 fick Blair kraftig kritik för att han inte efterfrågade vapenvila i konflikten mellan Israel och Libanon. Andra medlemmar av hans regering kritiserade Israel öppet.
Blair var drivande tillsammans med Bushadministrationen att invadera Irak och störta Saddam Husseins regering 2003 på grund av hotet från Iraks påstådda massförstörelsevapen. Han har sedan invasionen kontinuerligt hävdat att det var rätt att invadera landet oavsett om det fanns massförstörelsevapen eller inte. Samtidigt gav Blair starkt stöd till de USA-vänliga diktaturerna i resten av Mellanöstern, inklusive de som kollapsade till följd av arabiska våren. Bland annat kallade han 2011 Egyptens förre president Hosni Mubarak för "en kraft för det goda".

### Avgång
Den 2 maj 2007 tillkännagav Tony Blair att han skulle avgå som premiärminister inom några veckor. Han gav också sitt stöd till Gordon Brown som sin efterträdare. Den 10 maj tillkännagav Blair i ett tal i sin valkrets Sedgefield att han ämnade avgå som partiledare och som premiärminister. Till dess kvarstod han som premiärminister och ställföreträdande partiledare tills en efterträdare har valts av partiet. Den 24 juni 2007 lämnade Blair över partiledarposten till Gordon Brown, och den 27 juni avgick han som premiärminister. Samma dag tillkännagavs att Blair blev utnämnd till sändebud för den så kallade Mellanösternkvartetten (FN, EU, USA och Ryssland) med avsikt att framförhandla fred mellan israeler och palestinier, och att han lämnade sin plats i underhuset.

## Förhållande till medierna
Blairs insatser som parlamentariker har värderats olika, men han är allmänt erkänd som mycket skicklig på att framträda i medierna, där han framstår som modern, karismatisk, informell och vältalig. Hans mest kända tv-framträdande är kanske efter prinsessan Dianas död i augusti 1997, då han hyllade henne som "folkets prinsessa".
Efter att Blair kom till makten 1997 gav han sin pressekreterare en framskjuten roll, och beteckningen "premiärministerns officielle talesman" (dessa två roller har senare blivit åtskilda). Blairs förste officielle talesman var Alastair Campbell, som hade denna roll från maj 1997 till 8 juni 2001. Campbell fick ett rykte om sig som lömsk och machiavellisk, och både Blair och Campbell har ofta kritiserats eller satiriserats för flitig användning av "spin" och mediehanteringstekniker.

## Förhållande till parlamentet och regeringen
Blair förändrade parlamentets arbetssätt mycket. En av hans första åtgärder var att byta ut de två 15 minuter långa sessioner där premiärministern frågas ut av underhuset, Prime Minister's Questions, en på tisdagar och en på torsdagar varje vecka, mot en enda 30-minuterssession på onsdagen. Denna reform sades ha lett till större effektivitet, men har kritiserats för att vara ett sätt att göra det lättare för premiärministern att förbereda sig. Förutom dessa frågestunder har Blair hållit månatliga presskonferenser, där han besvarar frågor i ett mindre konfrontativt sammanhang än i underhuset. Andra reformer som har genomförts är bland annat att parlamentets arbetstider ändrats för att låta parlamentet fungera mer affärsmässigt.
Blair uppfattades ibland som att inte tillräckligt uppmärksamma synpunkter från vare sig sina egna kollegor i regeringen eller underhuset. Han kritiserades ibland för att ha en stil som inte passar en regeringschef i ett parlamentariskt system, utan mer en president och statschef.

## Efter avgången

### Sändebud för Mellanösternkvartetten
Direkt efter sin avgång från premiärministerposten upptog Tony Blair en diplomatisk post som officiellt sändebud för Mellanösternkvartetten för att nå en lösning på Israel–Palestina-konflikten. Enligt George W Bush, som stödde valet av Blair för denna uppgift, stöddes förslaget av båda parter i konflikten.

### Intressen i näringslivet
I januari 2008 blev Blair också rådgivare till bankjätten JPMorgan Chase samt försäkringsbolaget Zurich Insurance Group. Han började också hålla föreläsningar, där han kunde tjäna upp till 250 000 pund för en 90 minuters föreläsning. Han skapade också konsultfirman Tony Blair Associates genom vilken han erbjöd expertrådgivning om ekonomiska trender och politiska reformer. Enligt företaget får Blair själv ingen del av vinsterna, som ska gå till arbete om tro, klimatförändring och utveckling i Afrika, men med kunder såsom den auktoritära regeringen i Kazakstan har Blair beskyllts för att göra vinst på affärer med länder med allvarliga demokratiska brister. Frågor om intressekonflikter rörande hans konsultfirma och hans roll som Mellanösternkvartettens sändebud har också ställts.

### Senare politiska ställningstaganden
Blair har även fått försvara de mer kontroversiella besluten som han fattade som premiärminister som har aktualiserats på senare år, bland annat i samband med arabiska våren. Efter den kraftiga eskalationen av upproret i Irak i början av 2014, med markanta framgångar för al-Qaidainspirerade Islamiska staten i Irak och Levanten mot bakgrund av inbördeskriget i Syrien, försvarade Tony Blair ännu en gång invasionen av Irak 2003 och menade att det inte hade någon som helst koppling till senare instabilitet i landet. Blair menade att upproret i Irak hade kunnat stävjas om västmakterna också hade invaderat Syrien och störtat det landets regering. Han uppmanade till en ny krigsinsats i Irak i samarbete med USA och också en direkt militär inblandning i Syrien för att skydda Europa mot potentiella, framtida terrorattentat.

## Privatliv

### Blairs kristna tro
Blair har sällan talat offentligt om sin tro, men han identifierades under sin premiärministertid som anglokatolik, det vill säga medlem av den högkyrkliga grenen av engelska kyrkan, med sympatier för katolska kyrkan. Hans fru Cherie Booth är utövande katolik, och Blair deltog i katolska mässor.
Den 21 december 2007 konverterade Blair till katolicismen vid en mässa ledd av kardinal Murphy-O'Connor. Han hade då varit en regelbunden kyrkobesökare i katolska kyrkan. Eftersom premiärministern formellt utser biskopar till Anglikanska kyrkogemenskapen, ansågs konverteringen inte vara lämplig tidigare. Religion var också något som han undvek att tala om som politiker, för att inte tas för en "knäppgök".

## Politisk översikt

### Relationer med Labourpartiet
Samtidigt som Blairs regering införde sociala åtgärder som stöddes av partiets vänsterflygel, såsom minimilön och åtgärder mot fattigdom bland barn, anses Blair i ekonomiska frågor stå till höger om en stor del av partiet. Blair hade ett gott förhållande med Margaret Thatcher och frågade vid vissa tillfällen henne om råd..
Vilken ställning Tony Blair intar på den politiska skalan är omdiskuterat. Många britter skulle placera honom i mitten. Hans parti är socialistiskt och av konservativa anses han stå till vänster om mitten. Vissa parlamentsledamöter från Labour och andra vänsterinriktade kritiker skulle ändå placera honom till höger om mitten. Blair satte sällan sådana etiketter på sig själv, men före valet 1997 lovade han att Nya Labour skulle styra "från den radikala mitten", och han har beskrivit sig själv som "socialdemokrat". 
Blairs synbara ovilja att bestämma ett datum för sin avgång kritiserades av brittisk press och parlamentsledamöter.

### Exempel på förd politik och övriga ställningstaganden
En summering av Blairs politik ger en bild av svårigheten att definiera honom politiskt. Han höjde skatter, genomförde fördelningspolitiska åtgärder, införde minimilön och vissa nya rättigheter för arbetstagare (samtidigt som Margaret Thatchers lagstiftning avseende fackföreningar behölls), genomförde betydande konstitutionella reformer, verkade för nya rättigheter för homosexuella med en lag om civila partnerskap och undertecknade fördrag som integrerade Storbritannien närmare med övriga EU. Han stödde också starkt George W. Bushs utrikespolitik (samtidigt som han uppges ha försökt utöva ett mildrande inflytande på honom) och därför har Blairs styre karakteriserats som en interventionistisk utrikespolitik, och han införde betydande marknadsbaserade reformer i utbildnings- och sjukvårdssektorerna, införde avgifter för universitetsstudier, försökte reducera vissa sorters sociala utbetalningar och införde hårda antiterrorismlagar och lagstiftning om identitetskort.
Den 11 november 2011 publicerades Blairs artikel "My Take: 10 dos and don'ts for religion" på CNN:s webbplats. Den ger tio exempel på hur Blair menar att samhället bör och inte bör förhålla sig till olika religioner och minoriter. Bland annat hävdar Blair att man ska lyssna till religiösa röster om sociala, politiska och ekonomiska frågor, och tillåta människor att rättfärdiga sina åsikter på religiösa grunder om man vill. Han menar också att man ej bör tillåta religiösa friskolor som inte följer den nationella läroplanen. Artikeln är baserad på det tal han höll samma dag som berörde varför skyddet av religionsfriheten är särskilt viktigt för alla demokratier.

## Memoarer
Tony Blair har skrivit en memoarbok, vilken på svenska fått namnet "Tony Blair: Mitt liv, min resa". I boken beskriver Blair sin relation till andra politiska ledare, såsom Bill Clinton, George Bush, Angela Merkel, Jacques Chirac och Nicholas Sarkozy. Irakkriget, som han skriver att han inte ångrar, får stort utrymme och likaså den konfliktfyllda relationen mellan honom själv och den dåvarande finansministern Gordon Brown. Inrikespolitiskt hade Blair en stor ambition att förändra Labour när han kom till makten 1997, vilket han också beskriver i boken. Parallellt med detta innehåller memoarboken också en hel del personligt och familjerelaterat.

## Utmärkelser

Blairs heraldiska vapen med Strumpebandsorden.

- Kongressens guldmedalj, 2003[37]
- Presidentens frihetsmedalj, 2009[38]
- Gyllene frihetsmedaljen, 2010[39]
- Strumpebandsorden, 2022[40]